# Franciscaines de Notre-Dame de Protection
Les Franciscaines de Notre-Dame de Protection (en portugais : Congregação das Irmãs Franciscanas de Nossa Senhora do Amparo) forment une congrégation religieuse féminine hospitalière de droit pontifical.

## Histoire
Aumônier militaire pendant la guerre de la Triple-Alliance, Jean-François de Siqueira Andrade (1837-1881) est frappé par l'état de pauvreté et d'abandon des orphelins. En 1871, il ouvre pour eux un foyer à Petrópolis dédié à Notre-Dame de Protection. Il en confie la gestion à un groupe de collaboratrices bénévoles sous la direction de Françoise de Siquiera, sa nièce.
Au fil du temps, l'association se tourne vers la vie religieuse et adopte la spiritualité franciscaine selon le désir du fondateur. Cela devient officiel le 25 mars 1886, lorsque Françoise de Siqueira et ses sept compagnes reçoivent le rescrit du frère capucin Rocco Cocchia (it) (1830-1900), archevêque d'Otrante et interinternonce apostolique dans l'empire du Brésil, qui crée une communauté du Tiers-Ordre franciscain sous le vocable de Notre-Dame de Protection.
Les 8 postulantes prononcent leurs vœux religieux le 9 mars 1889 dans le Tiers-Ordre franciscain. La congrégation est érigée en institut religieux de droit diocésain le 17 janvier 1906 par João Francisco Braga (pt), évêque de Niterói. Celui-ci rédige une règle qui est observée jusqu'à l'agrégation des sœurs à l'ordre des frères mineurs le 10 décembre 1956 ; à cette date, elles commencent à observer la règle du Tiers-Ordre Régulier de Saint François. L'institut est reconnu de droit pontifical le 24 mars 1979 par Jean-Paul II.

## Activités et diffusion
Les sœurs se consacrent aux soins des orphelins et des enfants pauvres.
Elles sont présentes au Brésil et en Angola.
La maison-mère est à Petrópolis.
En 2017, la congrégation comptait 111 sœurs dans 18 maisons.